# Pierre Ledoux
Pierre Ledoux (30 septembre 1914 à Bordeaux - 24 juin 2005 à Paris) est un banquier français.

## Biographie
Diplômé à la Faculté de droit de Paris et de l'École des hautes études commerciales de Paris, il est docteur en droit.
Inspecteur des Finances de 1945 à 1979, il est choisi par François Bloch-Lainé comme membre de la mission financière en Extrême-Orient de 1945 à 1946, puis est attaché financier à Washington de 1947 à 1948 et chargé de mission à la présidence du Conseil (affaires de coopération économique européenne) de 1949 à 1950.
Détaché en qualité de secrétaire général de la Banque nationale pour le commerce et l'industrie (BNCI) de 1950 à 1956, il est administrateur-directeur général de la BNCI Afrique de 1957 à 1962, directeur général adjoint en 1962, puis directeur général en 1963 de la BNCI à Paris.
Ledoux est nomme administrateur-directeur général à la création de la Banque nationale de Paris (BNP) en 1966. En 1971, il succède à Henry Bizot à la président de la BNP,, qu'il conservera jusqu'en 1979. Alors remplacé par Jacques Calvet, il devient président d'honneur de la BNP, ainsi que vice-président de la BNP-Intercontinentale de 1979 à 1980.
Vice-président de la Compagnie arabe et internationale d'investissements et de la Banque marocaine pour le commerce et l'industrie de 1973 à 1980, il préside le Groupement européen d'entreprises de 1980 à 1999.
Il est membre de la Commission de la privatisation devenue Commission d’évaluation des entreprises publiques, ainsi que président de l'Association française des banques.

## Publications
- L'imposition des réserves dans les sociétés par actions en France (1938)
- La Banque française en 1979 (1980)
- La France, pays neuf (1985)
- Journal imprévu d'un banquier: une aventure, un métier, 1943-2000 (éditions Odile Jacob, 2001)
- Ma vie a ses raisons (2004)

## Distinctions
- Commandeur de la Légion d'honneur (1972)[6]